# Moorsoldaten
Die Moorsoldaten kallas även Das Moorsoldatenlied, Börgermoorlied, Moorlied på tyska, alternativ engelsk titel: Peat Bog Soldiers är en protestsång. Sången är i grunden en enkel soldatvisa. Den skrevs i nazistiska koncentrationsläger av fångarna. Dessa läger kallades Emslandlager. Det aktuella lägret Börgermoor, är idag en del av Surwold, strax utanför Papenburg. 
Texten är på tyska och handlar om fångarnas arbete och deras längtan hem. Den framfördes först i en föreställning kallad Zircus Konzentrani.
Texten skrevs av Johann Esser (gruvarbetare) och Wolfgang Langhoff (skådespelare), musiken av Rudi Goguel och bearbetades av Hanns Eisler and Ernst Busch. Den har senare framförts av mängder av berömda sångare.